# Heinz Weber (Fußballspieler, 1976)
Heinz Weber (* 5. Dezember 1976 in Wien) ist ein ehemaliger österreichischer Fußballspieler und heutiger -trainer.

## Leben und Karriere
Weber begann seine Karriere in der Jugend des SV Gerasdorf aus Niederösterreich. Nachdem er bei Admira Landhaus war, kam er in die Jugendabteilung vom FK Austria Wien, welche ihm später zu den ersten Mannschaften des SC Enzersdorf und zur Vienna weiterverlieh, damit er Spielpraxis sammeln konnte. Nach guten Leistungen beim ältesten Klub Österreichs, wechselte er nach Tirol zum FC Tirol Innsbruck, wo er aber nicht an Stanislaw Tschertschessow vorbeikam und nur ein einziges Spiel in der Bundesliga machte; in diesem Jahr wurde er auch österreichischer Meister. 2000 wechselte er leihweise in die zweite deutsche Bundesliga zum Kultklub FC St. Pauli, wo er 32 von 34 Spiele der Aufstiegssaison absolvierte. 
2001 kam er nach Streitigkeiten um die Ablöse zwischen den Tirolern und Hamburgern wieder zurück nach Innsbruck. 2002 wechselte er in die Steiermark, nachdem er wieder nur Ersatz beim amtierenden Meister war. Nach nur einem Jahr in Graz versuchte sich Weber in den unteren Ligen Österreichs. Zuerst spielte er ein Jahr beim SC Untersiebenbrunn in der Ersten Liga, und danach beim Kremser SC in der Regionalliga Ost. 2005 übersiedelte er wieder in die Steiermark und unterzeichnete einen Vertrag beim Zweitligisten FC Gratkorn. Nachdem er in der Saison 2007/08 zum besten Tormann der Red Zac Erste Liga gewählt worden war, wechselte er im Sommer 2008 zum Bundesligisten SK Austria Kärnten, wo er als Back-Up für Andreas Schranz diente. Nach dem Abstieg und dem Konkurs 2010 wechselte er in die Regionalliga Mitte zum SK Austria Klagenfurt.

## Erfolge
- 2 × österreichischer Meister: 1999/2000, 2001/02
- 1 × Bester Torhüter der Red Zac Erste Liga
- Aufstieg 1. Bundesliga mit dem FC St. Pauli (2000/2001)